# Лифшиц, Нехама Юделевна
Неха́ма Ю́делевна Ли́фшиц (ивр.  נחמה ליפשיץ‎, до эмиграции из СССР Лифшицайте; 7 октября 1927, Каунас — 20 апреля 2017) — советская и израильская эстрадная певица, исполнительница песен на идише.

## Биография
Жила в Литве. Несколько лет училась в школе сети «Тарбут» с преподаванием на иврите, которой в 1921—1928 годах, будучи студентом-медиком, руководил её отец Юдель-Гирш Вульфович (Израилевич) Лифшиц (Judelis-Girsas Lifšicas, 1901, Волковышки — 1980). Мать — Бася Израилевна Даховкер (1906, Вильна — ?). Родители поженились 12 ноября 1926 года в Каунасе. В 1930-е годы жила в Алитусе, где в 1932 году родилась её младшая сестра Фейге. Семья сумела спастись от немецкой оккупации. В эвакуации в Узбекистане (Янгикурган) отец Нехамы работал детским врачом.
Вернувшись в Литву, Нехама Лифшиц окончила Вильнюсскую консерваторию. Член КПСС с 1945 года. Выступала с концертами с 1951 года. Снискала большую популярность в СССР исполнением песен на идиш. В 1969 году репатриировалась в Израиль. Работала с израильским продюсером Гиорой Годиком, а после его банкротства — в музыкальном отделе муниципальной библиотеки в Тель-Авиве.
В феврале 2006 Нехама Лифшиц избрана председателем Всемирного совета по культуре на идиш.
У Нехамы Лифшиц дочь Роза Бен-Цви-Литаи, внук Дакар, внучка Далия, правнук Гай и правнучки Эла, Леа и Ше́ли.
Похоронена на кладбище города Холон.

## Интересные факты
Е. П. Велихов вспоминает про концерты бардов и других артистов, которые организовывались в советское время в Институте атомной энергии АН СССР в Троицке:

Мы были филиалом Курчатовского института, поэтому местные партийные органы не имели власти над нами. А московской власти было не до нас. Звали самых запрещенных. Однажды ребята уговорили пригласить певицу Нехаму Лившицайте. Для этого требовалось написать официальную бумагу секретарю Латвийского ЦК. Написал. Отослал. Приехала. И её выступление в Пахре прошло на ура. Я только не знал, какой мне подвох устроили коллеги. Оказывается, это был её последний концерт в Советском Союзе перед отъездом в Израиль. Но, как и в молодости, пронесло…— Олег Пересин. Атомщик. Итоги № 18 (829), 2012

## Награды
- 1958 — Премия первой степени на Всесоюзном конкурсе мастеров советской эстрады за артистизм и вокальное мастерство
- 2004 - Звание «Почётный гражданин Тель-Авива»